# Julia Leischik sucht: Bitte melde dich
Julia Leischik sucht: Bitte melde dich ist eine deutsche Real-Life-Doku-Serie, welche auf dem Privatsender Sat.1 ausgestrahlt wird. Die Serie ist eine Fortführung von Bitte melde dich!

## Konzept
Julia Leischik sucht im Auftrag von Verwandten Menschen, die jahrelang nicht gesehen wurden, und macht sich auf die Suche, sobald sie genügend Informationen über die verschwundene Person bekommen hat. Die Handlung ähnelt der deutschen Real-Life-Doku-Serie Vermisst auf RTL, die ebenfalls von Julia Leischik moderiert wurde. Es werden auch Fälle gezeigt, in denen Menschen spurlos verschwunden sind und Julia Leischik die Zuschauer um Hilfe bittet. Diese Handlung ähnelt der deutschen Real-Life-Doku Zeugen gesucht – mit Julia Leischik, die auch von Leischik moderiert und auf Sat.1 ausgestrahlt wurde. In einigen Fällen hat Julia Leischik vor dem Besuch des Auftraggebers bereits nach der Person gesucht und diese gefunden. Der Off-Sprecher war bis zu dessen Tod im Jahr 2020 meist Leon Boden.

## Produktion und Ausstrahlung
Zum Saisonanfang 2011/2012 wechselte Julia Leischik zu Sat.1. Man hatte sich entschieden, dass Leischik das Remake der von Jörg Wontorra moderierten Fernsehsendung Bitte melde dich! moderieren wird.
Sat.1 bestellte zunächst nur zehn Folgen und diese sollten ursprünglich ab dem 26. Januar 2012 um 21.15 Uhr ausgestrahlt werden, doch am 23. Januar 2012 wurde entschieden, dass die Folgen erst ab dem 11. März 2012 um 19.00 Uhr gesendet werden.
Ab dem 12. Juni 2013 wurde die zweite Staffel mittwochs um 20:15 Uhr ausgestrahlt. Am 7. Juni 2013 wurde bekannt, dass man nach fünf gesendeten Episoden eine TV-Pause macht.
Am 29. September 2013 wurde eine Spezialfolge um 18.00 Uhr ausgestrahlt. Vom 29. September bis zum 24. November 2013 wurden zehn neue Folgen jeden Sonntag um ca. 19.00 Uhr gesendet. Am 24. November 2013 wurden statt einer neuen Folge zwei neue Folgen gesendet.
Die vierte Staffel lief vom 21. September 2014 bis 9. November 2014. Sie beinhaltete einen zweistündigen Mauerfall-Spezial und ein Wiedersehen-Spezial. Vom 22. Februar 2015 bis 17. Mai 2015 wurde die fünfte Staffel ausgestrahlt. Sie beinhaltet eine zweistündige Muttertag-Spezialfolge.
Die sechste Staffel lief vom 27. September 2015 bis zum 1. November 2015 auf dem regulären Sendeplatz sonntags um 18:55 Uhr. Die siebente Staffel lief vom 4. September 2016 bis 6. November 2016 auf dem regulären Sendeplatz sonntags um 18:55 Uhr.
Die achte Staffel wurde ab dem 23. April 2017 auf dem regulären Sendeplatz sonntags um 18:55 Uhr gesendet. Ab 17. September 2017 wurde die neunte Staffel und ab dem 29. April 2018 die zehnte Staffel ausgestrahlt.
Ab dem 13. September 2020 wurden sonntags ab 17:55 Uhr, also eine Stunde eher als bisher neue Folgen aus 2019 ausgestrahlt.
Ab dem 30. Oktober 2022 werden sonntags ab 17:55 Uhr weitere neue Folgen gesendet.
Wiederholungen aller Folgen werden werktags auf dem Schweizer Fernsehsender Puls 8 ausgestrahlt.
Ab dem 7. Januar 2024 wird Sonntags ab 18:55 Uhr jeweils eine neue Folge gesendet. Weitere neue Folgen werden auf dem bekannten Sendeplatz ab dem 15. September 2024 gesendet.
| Staffel | Folgen                   | Sendeplatz                                                                                         | Staffelpremiere | Staffelfinale | Zuschauer | Zuschauer       | Marktanteil | Marktanteil     | Quelle |
| Staffel | Folgen                   | Sendeplatz                                                                                         | Staffelpremiere | Staffelfinale | Gesamt    | 14 bis 49 Jahre | Gesamt      | 14 bis 49 Jahre | Quelle |
| ------- | ------------------------ | -------------------------------------------------------------------------------------------------- | --------------- | ------------- | --------- | --------------- | ----------- | --------------- | ------ |
| 1       | 10                       | Sonntag 19:00 Uhr                                                                                  | 11. März 2012   | 13. Mai 2012  | 3,50 Mio. | 1,34 Mio.       | 13,2 %      | 13,7 %          | [ 9 ]  |
| 2       | 5                        | Mittwoch 20:15 Uhr                                                                                 | 12. Juni 2013   | 10. Juli 2013 | 3,29 Mio. | 0,99 Mio.       | 12,1 %      | 10,1 %          | [ 10 ] |
| 3       | 10 (+ eine Spezialfolge) | Sonntag 19:00 Uhr (Spezialfolge: Sonntag 18:00 Uhr) (24. November 2013: Sonntag 18:00 & 18.55 Uhr) | 29. Sep. 2013   | 24. Nov. 2013 | 3,57 Mio. | 1,32 Mio.       | 12,9 %      | 13,1 %          | [ 11 ] |
| 4       | 6 (+ zwei Spezialfolgen) | Sonntag 19:00 Uhr (Mauerfall-Spezialfolge: Sonntag 17:55 Uhr)                                      | 21. Sep. 2014   | 9. Nov. 2014  | 3,35 Mio. | 1,17 Mio.       | 12,2 %      | 13,2 %          | [ 12 ] |
| 5       | 11 (+ eine Spezialfolge) | Sonntag 18:55 Uhr (Muttertag-Spezialfolge: Sonntag 17:55 Uhr)                                      | 22. Feb. 2015   | 17. Mai 2015  | 3,62 Mio. | 1,17 Mio.       | 13,3 %      | 12,8 %          | [ 13 ] |
| 6       | 6                        | Sonntag 18:55 Uhr                                                                                  | 27. Sep. 2015   | 1. Nov. 2015  |           |                 |             |                 |        |
| 7       | 10                       | Sonntag 18:55 Uhr (4. Sep. 2016: Sonntag 17:55 Uhr)                                                | 4. Sep. 2016    | 6. Nov. 2016  |           |                 |             |                 |        |
| 8       | 8 (+ eine Spezialfolge)  | Sonntag 18:55 Uhr (Spezialfolge: Sonntag 17:55 Uhr)                                                | 23. Apr. 2017   | 2. Juli 2017  |           |                 |             |                 |        |
| 9       | 7                        | Sonntag                                                                                            | 17. Sept. 2017  | 29. Okt. 2017 |           |                 |             |                 |        |
| 10      | 17                       | Sonntag                                                                                            | 29. Apr. 2018   | 19. Aug. 2018 |           |                 |             |                 |        |
| 11      | 14                       | Sonntag                                                                                            | 28. Apr. 2019   | 25. Aug. 2019 |           |                 |             |                 |        |
| 12      | 7                        | Sonntag                                                                                            | 13. Sept. 2020  | 25. Okt. 2020 |           |                 |             |                 |        |
| 13      | 14                       | Sonntag                                                                                            | 18. Juli 2021   | 17. Okt. 2021 |           |                 |             |                 |        |
| 14      | 13                       | Sonntag                                                                                            | 30. Okt. 2022   | 11. Dez. 2022 |           |                 |             |                 |        |
| 15      | 17                       | Sonntag 18:55 Uhr                                                                                  | 7. Jan. 2024    | 28. Apr. 2024 |           |                 |             |                 |        |

## Einschaltquoten
Beim Gesamtpublikum startete die erste Folge am 11. März 2012 von Julia Leischik sucht: Bitte melde dich mit 3,12 Millionen Zuschauern, was 10,3 Prozent Marktanteil entspricht, und in der Zielgruppe der 14- bis 49-Jährigen mit 1,37 Millionen Zuschauern, was 12,2 Prozent Marktanteil entspricht. Die höchste Zuschauerzahl, die die Serie jemals erreichte, wurde bei der letzten Folge der dritten Staffel mit 4,94 Mio. Zuschauer am 24. November 2013 gemessen.
Im Jahr 2015 belegte die Sendung mit 3,7 Millionen Zuschauern Platz 5 der erfolgreichsten Dokusoaps beim Gesamtpublikum.

## Spezialausgaben
| Titel                                                                               | Datum         | Zuschauer | Zuschauer       | Marktanteil | Marktanteil     | Quelle |
| Titel                                                                               | Datum         | Gesamt    | 14 bis 49 Jahre | Gesamt      | 14 bis 49 Jahre | Quelle |
| ----------------------------------------------------------------------------------- | ------------- | --------- | --------------- | ----------- | --------------- | ------ |
| Julia Leischik sucht: Bitte melde dich – Julias schwierigster Fall                  | 29. Sep. 2013 | 2,23 Mio. | 0,87 Mio.       | 11,2 %      | 11,6 %          | [ 18 ] |
| Julia Leischik sucht: Bitte melde dich – Mauerfall-Spezial                          | 2. Nov. 2014  | 3,80 Mio. | 1,37 Mio.       | 14,4 %      | 14,9 %          | [ 19 ] |
| Julia Leischik sucht: Bitte melde dich – Wiedersehen-Spezial                        | 9. Nov. 2014  | 4,24 Mio. |                 | 14,0 %      | 13,2 %          | [ 20 ] |
| Julia Leischik sucht: Bitte melde dich – Muttertag-Spezial                          | 10. Mai 2015  | 2,79 Mio. |                 | 14,4 %      | 13,3 %          |        |
| Julia Leischik sucht: Bitte melde dich – Spezial: Vermisstenfälle der DDR (Best-of) | 23. Apr. 2017 | 1,98 Mio. | 0,54 Mio.       | 8,7 %       | 7,8 %           |        |